# Funalia polyzona
Funalia polyzona är en svampart som först beskrevs av Christiaan Hendrik Persoon, och fick sitt nu gällande namn av Niemelä 2003. Funalia polyzona ingår i släktet Funalia och familjen Polyporaceae.   Inga underarter finns listade i Catalogue of Life.